# Fetze Alsvanouds
Fetze Alsvanouds is een personage uit het kinderprogramma Het Klokhuis. Hij werd gespeeld door Aart Staartjes. In het programma was Fetze Alsvanouds een professor, werkzaam aan de Universiteit van Harderwijk. In werkelijkheid is deze universiteit al in 1811 opgeheven. Alsvanouds was een oudere, enigszins warrige man met dito kapsel. Hij scheen niet gespecialiseerd te zijn, aangezien hij over de meest uiteenlopende onderwerpen wat te vertellen had, maar eigenlijk nergens verstand van had.
Zijn vaste introductietekst in iedere sketch was "Goedenavond, beste ouders, beste opvoeders, mijn naam is professor doctor Fetze Alsvanouds van de universiteit van Harderwijk". De uitdrukking "van de Universiteit van Harderwijk zijn" werd vroeger weleens gebruikt om aan te geven dat iemands wetenschappelijke reputatie van twijfelachtige aard was.
In het programma J.J. De Bom voorheen De Kindervriend uit 1979 speelde Aart Staartjes een soortgelijk personage met de naam Werendfridus Jongerius.